# Foo Fighters
Foo Fighters is een Amerikaanse rockband, opgericht door multi-instrumentalist Dave Grohl, bekend als voormalig drummer van Nirvana. Een belangrijke inspiratiebron voor deze band is grunge. De band trad voor het eerst op in 1995.

## Biografie

### Formatie en debuutalbum (1994–1995)
De Foo Fighters werden gevormd nadat Nirvana uiteenviel door het overlijden van Kurt Cobain. Dave Grohl bracht in 1995 onder de naam Foo fighters een gelijknamig album uit dat er mee te maken had, een verzameling nummers die hij bijeen schreef in zijn Nirvana-periode. Dave speelde alle bas-, gitaar- en drumpartijen zelf in voor wat hij aanvankelijk als een 'demo' (een 'trailer' van de nummers) beschouwde. Hij gebruikte de naam 'Foo Fighters' en niet zijn eigen naam, omdat hij niet wilde liften op de aandacht rond de dood van Kurt Cobain. Dave Grohl had zelf verwacht dat hij de naam later wel weer zou veranderen. Naar eigen zeggen vindt hij het "the dumbest band name ever" (domste naam ooit). Foo Fighters was een veel gebruikte term voor ufo's in de Tweede Wereldoorlog. Pas later formeerde hij een band: bassist Nate Mendel, drummer William Goldsmith (beiden ex-Sunny Day Real Estate) en gitarist Pat Smear (ex-Germ, die Nirvana van een versterkend gitaargeluid voorzag tijdens de In Utero-tournee) gaven de Foo Fighters een gezicht.

### The colour and the shape(1996–1997)
Het tweede niet meer naar grunge neigende album The colour and the shape zag in 1997 het levenslicht. Na de opnames van het album werd in Los Angeles bijna alles nog een keer opgenomen zonder drummer Goldsmith. Grohl was niet tevreden met de drumpartijen van Goldsmith en nam deze ook opnieuw op, dit tot onvrede van William Goldsmith die niet veel later de band verliet. Toen Grohl Taylor Hawkins opbelde om te vragen of hij nog een geschikte drummer wist, bood Hawkins zichzelf aan, tot verbazing van Grohl. Hawkins verdiende al eerder zijn sporen bij Alanis Morissette. Voordat het tweede album, met de singles Monkey wrench, My hero en Everlong werd uitgebracht maakte Hawkins zijn debuut. Pat Smear deelde de groep mee dat hij uitgeput was en de groep wilde verlaten. Hij werd vervangen door Franz Stahl die eerder samen met Grohl in de band Scream zat.

### There is nothing left to lose(1998–2001)
In 1998 ging de band naar Grohls thuisstaat Virginia om nummers voor het derde album te schrijven. Grohl en Stahl waren niet in staat om samen te werken en Grohl had het gevoel dat de drie bandleden een bepaalde richting op gingen maar Stahl niet, Stahl werd ontslagen. Kort daarna belde Mendel Dave op om te zeggen dat hij de uit de band stapte om weer muziek te maken met Sunny Day Real Estate, de volgende dag kwam hij hier weer op terug. De resterende drie bandleden namen in de opvolgende maanden het album There is nothing left to lose op. Na de opnames gingen ze op zoek naar een nieuwe gitarist. Chris Shiflett werd geschikt bevonden; hij is ook gitarist bij Me First and the Gimme Gimmes en in de jaren negentig zat hij bij No Use for a Name. Hij was eerst tour-gitarist maar hoorde nog voor het vierde album volledig bij de band. Op het derde album staan de hits Learn to fly, Aurora en Breakout. De laatste verscheen ook op de soundtrack van de film Me, myself & Irene.

### One by one(2001–2004)
In oktober 2001 kwam de band weer bij elkaar na een heroïne overdosis van drummer Hawkins tijdens een Europese festivaltour begin dat jaar. Ongeveer tegelijkertijd hielp Grohl Queens of the Stone Age met hun album Songs for the deaf. Nadat ze vier maanden in een studio in Los Angeles hadden gezeten waren ze niet tevreden over het resultaat. Spanningen binnen de band liepen hoog op omdat Grohl ook met Queens of the Stone Age toerde. Na een optreden van Foo Fighters op Coachella festival waar Dave de dag ervoor ook met Queens of the Stone Age optrad besloten ze het vierde album af te maken. Uiteindelijk namen ze bijna het gehele album opnieuw op tijdens een 10 daagse opnamesessie in Grohls thuisstudio in Alexandria. Het album One by one werd in oktober 2002 uitgebracht.

### In your honor(2005–2006)
Na een tour van anderhalf jaar na het vierde album wilde Grohl niet meteen weer bezig met het volgende Foo Fighters album. Oorspronkelijk wilde Grohl zelf akoestische nummers schrijven maar uiteindelijk was de hele band erbij betrokken. Voor het opnemen van het vijfde album bouwde de band een opnamestudio in Los Angeles genaamd Studio 606 West. Het werd een dubbelalbum met op de ene schijf alleen maar rock nummers en op de andere schijf alleen akoestische nummers. Het album In your honor werd in juni 2005 uitgebracht.
In september en oktober 2005 toerde de band met Weezer onder de naam 'Foozer tour'. Beide bands waren headliners van de tour. Op 17 juni 2006 speelde de band hun grootste niet-festival headliner concert tot nu toe in Hyde Park, Londen, er waren 85.000 concertgangers. In de zomer van 2006 werd er een korte akoestische tour gedaan waarbij Pat Smear als extra gitarist meeging. Verder gingen er nog meer muzikanten mee waaronder een violiste en een pianist.
In november 2006 bracht Foo Fighters hun eerste live-cd uit, genaamd Skin and bones. Op het album staan 15 tijdens de akoestische tour in Los Angeles opgenomen nummers.

### Echoes, silence, patience & graceenGreatest hits(2007–2009)
Op 25 september 2007 kwam het zesde studioalbum van Foo Fighters uit met de singles The pretender, Long road to ruin en Cheer up, boys (your make up is running). Geproduceerd door producer Gil Norton die ook The colour and the shape produceerde. Op 12 september lekte het album al uit op internet. Tijdens de MTV European Music Awards bevestigde Pat Smear zijn definitieve terugkeer bij de band. In juni 2008 stonden ze in Wembley Stadium met als gasten Jimmy Page en John Paul Jones (musicus) van Led Zeppelin. Tijdens het toeren voor Echoes, silence, patience & grace zat de band niet stil en schreven ze nieuwe nummers. Nadat de tour was afgelopen in september 2008 namen ze 13 nieuwe nummers op in Studio 606. Uiteindelijk werden drie nummer hiervan uitgebracht, Wheels en Word forward op Greatest hits en Rope uiteindelijk op het zevende studioalbum Wasting light.
Op 3 november 2009 brachten ze het verzamelalbum Greatest hits uit. Dit album bevatte de twee eerder genoemde nieuwe nummers. Ter promotie traden ze op in Studio 606, dit werd live online uitgezonden.

### Wasting light(2010–2012)
In augustus 2010 begon de band met het opnemen van het zevende studioalbum met de naam Wasting light. De producer was Butch Vig die al eerder de twee nieuwe nummer voor het Greatest hits album produceerde. Het album werd opgenomen in Grohls garage met alleen analoge apparatuur. Op 15 februari 2011 werd het album aangekondigd en in Nederland was de releasedatum 8 april. In de rest van de wereld was dit 12 april. De eerste single genaamd Rope verscheen op 1 maart.
Op 16 april tijdens Record Store Day werd er een coveralbum uitgebracht genaamd Medium rare. Op twee nieuwe covers na waren de nummers op dit album al eerder uitgebracht.
Naast het album kwam er ook een rockumentary over de geschiedenis van de band uit genaamd Foo Fighters: Back & forth. Back & forth is tevens de titel van een van de nummers op Wasting light.

### Sonic highways(2013–2015)

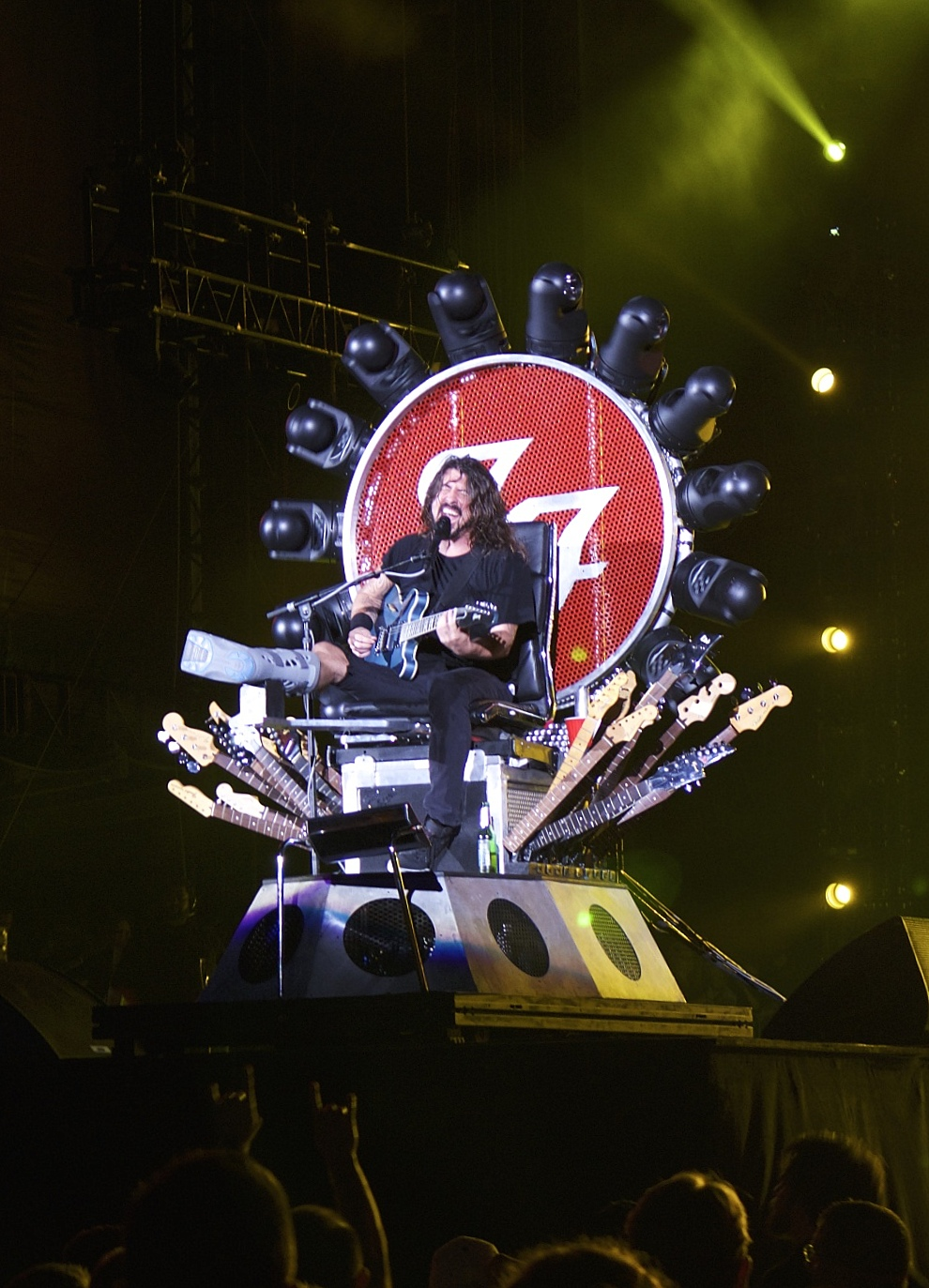
Foo Fighters in juli 2015; Dave Grohl speelde en zong met een gebroken been.

Nadat Foo Fighters aanvankelijk een pauze zouden nemen na de tour van het zevende album, kwam Grohl daar in januari 2013 van terug. Hij vertelde dat de band bezig was met muziek voor het achtste album. In augustus 2013 onthulde Grohl dat alle nummers geschreven waren. Op 11 augustus 2014 werd bekend dat het album Sonic highways zou heten. Het werd op 10 november uitgebracht.
Het album is opgenomen op acht verschillende locaties in acht verschillende steden in de Verenigde Staten. Het is net als het vorige album geproduceerd door Butch Vig. In de periode van oktober tot en met december 2014 wordt op Home Box Office in de VS de achtdelige documentaireserie Foo Fighters: Sonic highways uitgezonden, gemaakt door Dave Grohl. De serie gaat in op de Amerikaanse muziekgeschiedenis en de studio's waar het album is opgenomen.
Tijdens een optreden in Göteborg, Zweden op 12 juni 2015 viel Grohl van het podium en brak daarbij zijn been. Na een medische behandeling speelde hij de rest van de show zittend op een stoel. De weken daarna werden meerdere shows afgelast, waaronder het optreden van een dag later op Pinkpop 2015 als afsluiter op zondag. Na de aanslagen in Parijs van 13 november 2015 werden vier shows in Italië, Frankrijk en Spanje afgelast.
Op 23 november 2015 werd onverwacht de ep Saint Cecilia uitgebracht. Tegelijkertijd liet Grohl weten dat de band een pauze in zou lassen voor onbepaalde tijd.

### Concrete and gold(2016–2019)
Vanaf november 2016 werden tourdata voor 2017 bekendgemaakt. Op 24 februari 2017 traden ze voor het eerst sinds de aankondiging van de pauze weer officieel op. Het was een concert in een plaats vlak bij het terrein van het Glastonbury Festival met de bekendmaking voor het eerst sinds 1998 weer op dat festival op te treden in de zomer van 2017. Tijdens het concert werden ook stukjes van een aantal nieuwe nummers gespeeld. Op 1 juni werd een nieuwe single Run uitgebracht en tijdens concerten in de opvolgende weken werden nog een aantal nieuwe nummers gespeeld.
Op 20 juni 2017 werd bekendgemaakt dat het negende album, met de naam Concrete and gold, op 15 september zou worden uitgebracht. Het album is geproduceerd door Greg Kurstin.

### Medicine at Midnighten overlijden Hawkins (2019-2022)
De band liet in oktober 2019 weten bezig te zijn met een nieuw album. Vanaf dat jaar werden er ook een serie ep's uitgebracht onder de naam Foo files. In februari 2020 werd aangekondigd dat het album af was. Een paar maanden later werd bekend dat het uitbrengen van het album voor een onbepaalde tijd was uitgesteld in verband met de coronapandemie. In november 2020 werd de titel van het album, Medicine at Midnight, bekendgemaakt waarna het op 5 februari 2021 uitkwam. Producer Mark Ronson maakte met muzikanten van het Daptone-label een remix van het nummer Making a Fire dat in de zomer van 2021 op single uitkwam. Tegelijkertijd verscheen op Record Store Day Dee Gees, een album deels bestaande uit covers van de Bee Gees en Andy Gibb.
Op 25 maart 2022 overleed drummer Taylor Hawkins onverwacht op 50-jarige leeftijd, terwijl de band op tournee was door Zuid-Amerika. Ruim een week na het overlijden van Hawkins won de band drie Grammy’s, in de categorieën beste rockalbum, beste rocksong en beste rockoptreden.
In september 2022 organiseerde de rest van de band in samenwerking met andere artiesten en de familie van Taylor Hawkins twee concerten ter herdenking van Hawkins. Deze vonden plaats op 3 september in Wembley Arena in Londen en op 27 september in Los Angeles.

### But Here We Are (2023-)
In mei 2023 werd aangekondigd dat Josh Freese de nieuwe drummer wordt. Hij drumde al tijdens de herdenkingsconcerten ter ere van Hawkins in september 2022. De releasedatum van het nieuwe album But Here We Are werd al aangekondigd en dit kwam uit begin juni 2023. In april verscheen Rescued, de eerste single hieruit.
Foo Fighters traden op Glastonbury 2023 onder de naam The Churnups op als verrassingsact met een korte set waarbij Everlong opgedragen werd aan Taylor Hawkins.
De samenwerking met drummer Josh Freese werd stopgezet in mei 2025. Hij werd in juli 2025 vervangen door Ilan Rubin.

## Optredens in Nederland en België

### Nederland
De band trad verschillende keren op in Nederland waaronder vijf keer op Lowlands. In de beginjaren stonden ze drie maal in Paradiso Amsterdam. Op 22 november 1999 speelden ze in de Wisseloordstudio's voor een tv-opname van 2 Meter Sessies. Twee dagen voordat ze op Pinkpop 2015 zouden optreden, brak Grohl zijn been en werd het Pinkpopoptreden afgezegd.
- 27 augustus 1995 – Lowlands, Biddinghuizen
- 8 november 1995 – Paradiso, Amsterdam
- 17 juli 1996 – Paradiso, Amsterdam
- 22 augustus 1997 – Lowlands, Biddinghuizen
- 20 november 1997 – Paradiso, Amsterdam
- 29 februari 2000 – Melkweg, Amsterdam
- 9 december 2002 – Heineken Music Hall, Amsterdam
- 31 augustus 2003 – Lowlands, Biddinghuizen
- 21 augustus 2005 – Lowlands, Biddinghuizen
- 31 januari 2006 – Heineken Music Hall, Amsterdam
- 31 mei 2008 – Pinkpop, Landgraaf
- 13 juni 2011 – Pinkpop, Landgraaf
- 19 augustus 2012 – Lowlands, Biddinghuizen
- 5 november 2015 – Ziggo Dome, Amsterdam
- 16 juni 2018 – Pinkpop, Landgraaf

### België
In 2011 zou Foo Fighters op Pukkelpop spelen maar dit werd afgelast door dodelijk noodweer. Op 30 januari 2006 speelden ze voor opnames in een studio vlak bij Brussel. In 2015 werd een optreden op Rock Werchter afgezegd omdat Grohl een kleine twee weken eerder van het podium was gevallen en zijn been had gebroken. In 2017 kwam de band alsnog naar het festival en ook in 2024 waren Foo Fighters headliner op Rock Werchter.
- 25 augustus 1995 – Pukkelpop, Kiewit
- 7 november 1995 – Luna Theater, Brussel
- 5 juli 1996 – Rock Torhout, Torhout
- 6 juli 1996 – Rock Werchter, Werchter
- 23 augustus 1997 – Pukkelpop, Kiewit
- 30 november 2002 – Hallen van Schaarbeek, Schaarbeek
- 29 augustus 2003 – Pukkelpop, Kiewit
- 3 juli 2005 – Rock Werchter, Werchter
- 29 januari 2006 – Vorst Nationaal, Vorst (Brussel)
- 9 januari 2010 – Ancienne Belgique, Brussel
- 18 augustus 2012 – Pukkelpop, Kiewit
- 2 juli 2017 – Rock Werchter, Werchter
- 11 juni 2018 – Sportpaleis, Antwerpen
- 7 juli 2024 - Rock Werchter, Werchter

## Leden

### Huidige leden
- Dave Grohl – zang, gitaar (1994–heden), drums (1994–1995, 2022–2023), basgitaar (1994–1995)
- Nate Mendel – basgitaar (1995–heden), achtergrondzang (2022–heden)
- Pat Smear – gitaar (1995–1997, 2010–heden; sessie-/tourlid 2005-2010), achtergrondzang (1995–1997)
- Chris Shiflett – gitaar, achtergrondzang (1999–heden)
- Rami Jaffee – keyboards, piano, orgel, accordeon, harmonica (2017–heden; sessie-/tourlid 2005–2017)
- Ilan Rubin – drums (2025–heden)

### Voormalige bandleden
- William Goldsmith – drums (1995–1997)
- Franz Stahl – gitaar, achtergrondzang (1997–1999)
- Taylor Hawkins – drums (1997–2022; overleden in 2022), achtergrondzang (2005–2022)
- Josh Freese - drums (2023–2025)

## Discografie

### Albums
Hieronder volgt een overzicht van de albumtop in de VS, het VK, Duitsland, Nederland (aanvankelijk Veronica, later de Album Top 100) en België (Ultratop). Het maximumaantal albums van de laatste twee ligt op respectievelijk 100 en 200, maar was niet gelijk gedurende de jaren.
| Jaar            | album                             | VS | VK  | Duitsland | Nederland | Nederland | België | België | Opmerking  |
| Jaar            | album                             | VS | VK  | Duitsland | piek      | weken     | piek   | weken  | Opmerking  |
| --------------- | --------------------------------- | -- | --- | --------- | --------- | --------- | ------ | ------ | ---------- |
| 1995            | Foo fighters                      | 23 | 3   | 33        | 22        | 12        | 23     | 12     |            |
| 1997            | The colour and the shape          | 10 | 3   | 41        | 39        | 7         | 7      | 5      |            |
| 1999            | There is nothing left to lose     | 10 | 8   | 23        | 59        | 4         | 46     | 2      |            |
| 2002            | One by one                        | 3  | 1   | 5         | 12        | 15        | 22     | 5      |            |
| 2005            | In your honor                     | 2  | 2   | 4         | 9         | 21        | 3      | 35     |            |
| 2007            | Echoes, silence, patience & grace | 3  | 1   | 3         | 6         | 28        | 1(1wk) | 36     |            |
| 2011            | Wasting light                     | 1  | 1   | 1         | 2         | 43        | 1(1wk) | 82     | Goud (NL)  |
| 2014            | Sonic highways                    | 2  | 2   | 2         | 2         | 31        | 1(1wk) | 55     |            |
| 2017            | Concrete and gold                 | 1  | 1   | 2         | 1(1wk)    | 15        | 1(1wk) | 35     |            |
| 2021            | Medicine at Midnight              | 3  | 1   | 1         | 1(1wk)    | 6         | 1(1wk) | 18     |            |
| 2023            | But Here We Are                   | 8* | 1   | 4         | 2         | 2*        | 2      | 1*     |            |
| Livealbums:     |                                   |    |     |           |           |           |        |        |            |
| 2006            | Skin and bones                    | 21 | 35  | 67        | -         | -         | 37     | 11     |            |
| Verzamelalbums: |                                   |    |     |           |           |           |        |        |            |
| 2009            | Greatest hits                     | 11 | 4   | 8         | 9         | 64        | 3      | 134    | Goud (NL)  |
| Anders:         |                                   |    |     |           |           |           |        |        |            |
| 2005            | Five songs and a cover            | -  | -   |           |           |           |        |        | ep         |
| 2011            | Medium rare                       | -  | -   |           | 51        | 1         |        |        | Coveralbum |
| 2011            | iTunes Festival: London 2011      | -  | 167 |           |           |           |        |        | ep         |
| 2015            | Songs from the laundry room       | -  | -   |           |           |           |        |        | ep         |
| 2016            | Saint Cecilia                     | -  | -   |           |           |           | 74     | 3      | ep         |

### Singles
| Single met eventuele hitnotering(en) in de Nederlandse Top 40 | Datum van verschijnen | Datum van binnenkomst | Hoogste positie | Aantal weken | Opmerkingen                  |
| ------------------------------------------------------------- | --------------------- | --------------------- | --------------- | ------------ | ---------------------------- |
| This Is a Call                                                | 1995                  | 22-07-1995            | 38              | 2            | Nr. 32 in de Single Top 100  |
| Learn to Fly                                                  | 1999                  | 20-11-1999            | 32              | 2            | Nr. 72 in de Single Top 100  |
| Breakout                                                      | 2000                  | 16-09-2000            | tip8            | -            | Nr. 63 in de Single Top 100  |
| Next Year                                                     | 2000                  | 09-12-2000            | tip11           | -            | Nr. 92 in de Single Top 100  |
| All My Life                                                   | 2002                  | -                     |                 |              | Nr. 95 in de Single Top 100  |
| Times like These                                              | 2003                  | -                     |                 |              | Nr. 90 in de Single Top 100  |
| Low                                                           | 2003                  | -                     |                 |              | Nr. 100 in de Single Top 100 |
| Best of You                                                   | 2005                  | -                     |                 |              | Nr. 94 in de Single Top 100  |
| DOA                                                           | 2005                  | -                     |                 |              | Nr. 86 in de Single Top 100  |
| Resolve                                                       | 2005                  | -                     |                 |              | Nr. 82 in de Single Top 100  |
| The Pretender                                                 | 2007                  | -                     |                 |              | Nr. 39 in de Single Top 100  |
| Wheels                                                        | 2009                  | 31-10-2009            | 19              | 5            | Nr. 45 in de Single Top 100  |
| Rope                                                          | 2011                  | 05-03-2011            | tip4            | -            | Nr. 31 in de Single Top 100  |
| Walk                                                          | 2011                  | 28-05-2011            | 31              | 2            | Nr. 58 in de Single Top 100  |
| Something from Nothing                                        | 2014                  | -                     |                 |              | Nr. 57 in de Single Top 100  |
| Shame Shame                                                   | 2020                  | 28-11-2020            | tip23           |              |                              |
| Making a Fire - Mark Ronson Re-version                        | 2021                  | 24-07-2021            | tip21           |              |                              |

| Single met hitnotering(en) in de Vlaamse Ultratop 50 | Datum van verschijnen | Datum van binnenkomst | Hoogste positie | Aantal weken | Opmerkingen |
| ---------------------------------------------------- | --------------------- | --------------------- | --------------- | ------------ | ----------- |
| Best of You                                          | 2005                  | 23-07-2005            | tip3            | -            |             |
| The Pretender                                        | 2007                  | 06-10-2007            | 26              | 6            |             |
| Long Road to Ruin                                    | 2007                  | 17-11-2007            | tip6            | -            |             |
| Wheels                                               | 2009                  | 10-10-2009            | 19              | 11           |             |
| Rope                                                 | 2011                  | 05-03-2011            | tip7            | -            |             |
| Walk                                                 | 2011                  | 20-08-2011            | 25              | 6            |             |
| These Days                                           | 2011                  | 22-10-2011            | tip10           | -            |             |
| Back & Forth                                         | 2012                  | 15-09-2012            | tip24           | -            |             |
| Something from Nothing                               | 2014                  | 25-10-2014            | 42              | 2            |             |
| Congregation                                         | 2015                  | 07-02-2015            | tip12           | -            |             |
| The Feast and the Famine                             | 2015                  | 20-06-2015            | tip16           | -            |             |
| Outside                                              | 2015                  | 03-10-2015            | tip21           | -            |             |
| Saint Cecilia                                        | 2015                  | 12-12-2015            | tip32           | -            |             |
| Run                                                  | 2017                  | 10-06-2017            | tip9            | -            |             |
| The Sky Is a Neighborhood                            | 2017                  | 02-09-2017            | tip17           | -            |             |
| The Line                                             | 2018                  | 16-06-2018            | tip45           | -            |             |
| Shame Shame                                          | 2020                  | 14-11-2020            | tip5            | -            |             |
| No Son of Mine                                       | 2021                  | 09-01-2021            | tip16           | -            |             |
| Waiting on a War                                     | 2021                  | 23-01-2021            | tip             | -            |             |

### Videoalbums
| Dvd's met eventuele hitnoteringen in de Nederlandse Music Top 30 | Datum van verschijnen | Datum van binnenkomst | Hoogste positie | Aantal weken | Opmerkingen |
| ---------------------------------------------------------------- | --------------------- | --------------------- | --------------- | ------------ | ----------- |
| Skin and bones                                                   | 2006                  | 02-02-2006            | 24              | 2            |             |
| Hyde park                                                        | 2006                  | 10-05-2008            | 6               | 12           |             |
| Live at Wembley Stadium                                          | 2008                  | 22-11-2008            | 10              | 13           |             |
| Foo Fighters: Back and forth                                     | 2011                  | 18-06-2011            | 4               | 16           |             |
| Foo Fighters: Sonic highways                                     | 2015                  | 11-04-2015            | 1(1wk)          | 41           |             |

## Hitlijsten

### NPO Radio 2 Top 2000
| Nummers met noteringen in de NPO Radio 2 Top 2000 | '11  | '12 | '13 | '14 | '15  | '16  | '17  | '18  | '19  | '20  | '21  | '22  | '23  | '24  |
| ------------------------------------------------- | ---- | --- | --- | --- | ---- | ---- | ---- | ---- | ---- | ---- | ---- | ---- | ---- | ---- |
| All My Life                                       | -    | -   | -   | -   | -    | 1533 | 1188 | 1239 | 1331 | 1424 | 1499 | 1344 | 1556 | 1747 |
| Best of You                                       | -    | -   | -   | -   | -    | 911  | 723  | 805  | 1053 | 1186 | 1215 | 1123 | 1307 | 1391 |
| Everlong (akoestisch)                             | -    | -   | -   | -   | -    | -    | -    | -    | 1752 | -    | -    | -    | -    | -    |
| Everlong                                          | 1083 | 185 | 162 | 201 | 133  | 168  | 151  | 170  | 266  | 219  | 220  | 166  | 163  | 180  |
| Learn to Fly                                      | -    | -   | -   | 496 | 306  | 429  | 377  | 379  | 440  | 464  | 466  | 442  | 508  | 586  |
| My Hero                                           | -    | -   | -   | -   | -    | -    | -    | -    | -    | 1975 | 1877 | 457  | 700  | 857  |
| The Pretender                                     | 1498 | 154 | 96  | 107 | 70   | 89   | 88   | 83   | 116  | 118  | 126  | 116  | 129  | 141  |
| These Days                                        | -    | -   | -   | -   | -    | -    | -    | 1577 | 1890 | -    | -    | 1878 | -    | -    |
| Times like These                                  | -    | -   | -   | -   | -    | 1450 | 1301 | 1470 | 1757 | 1165 | 1341 | 894  | 1226 | 1480 |
| Walk                                              | -    | -   | -   | -   | 1190 | 601  | 606  | 493  | 583  | 733  | 785  | 724  | 835  | 853  |
| Wheels                                            | -    | -   | -   | -   | 1361 | 1654 | 1478 | 1682 | -    | -    | -    | -    | -    | -    |

1. ↑  Een '-' betekent dat het nummer niet was genoteerd en een vetgedrukt getal geeft de hoogste notering van een nummer aan.
2. ↑  2011 was het eerste jaar met een notering voor Foo Fighters.

### Nummers in deTijdloze 100vanStudio Brussel
| De Tijdloze   | '87–'06 | '07 | '08 | '09 | '10 | '11 | '12 | '13 | '14 | '15 | '16 | '17 | '18 | '19 | '20 | '21 | '22 | '23 |
| ------------- | ------- | --- | --- | --- | --- | --- | --- | --- | --- | --- | --- | --- | --- | --- | --- | --- | --- | --- |
| Everlong      | -       | 70  | 39  | 28  | 20  | 9   | 8   | 10  | 9   | 8   | 15  | 14  | 18  | 27  | 23  | 23  | 15  | 14  |
| The pretender | -       | -   | -   | -   | -   | 100 | 47  | 47  | 28  | 65  | 46  | 48  | 50  | 56  | 77  | 80  | -   | 80  |
| My hero       | -       | -   | -   | -   | -   | -   | -   | -   | -   | 93  | 74  | 84  | -   | 100 | 99  | -   | 58  | 40  |

## Covers
Dit is een lijst van nummers die gecoverd zijn door Foo Fighters. Alleen volledige covers, geen fragmenten of medleys. Bijgewerkt tot en met december 2020.
Uitgebrachte nummers:
- "Baby Hold On To Me van Eddie Money
- "Bad Reputation" van Joan Jett
- "Baker Street" van Gerry Rafferty
- "Band on the Run" van Paul McCartney & Wings
- "Born on the Bayou" van Creedence Clearwater Revival
- "Danny Says" van Ramones
- "Darling Nikki" van Prince
- "Down in the Park" van Gary Numan
- "Drive Me Wild" van Vanity 6
- "Gas Chamber" van Angry Samoans
- "God Save The Queen" van Sex Pistols
- "Hallo Spaceboy" van David Bowie
- "Have a Cigar" van Pink Floyd
- "Hocus Pocus" van Focus
- "Holiday in Cambodia" van Dead Kennedys
- "I Feel Free" van Cream
- "I'm in Love with a German Film Star" van The Passions
- "Iron and Stone" van The Obsessed
- "Keep the Car Running" van Arcade Fire
- "Kiss the Bottle" van Jawbreaker
- "Life of Illusion" van Joe Walsh
- "Never Talking to You Again" van Hüsker Dü
- "Ozone" van Ace Frehley
- "Planet Claire" van The B-52s
- "Ramble On" van Led Zeppelin
- "Requiem" van Killing Joke
- "Rock and Roll" van Led Zeppelin
- "Sister Europe" van The Psychedelic Furs
- "This Will Be Our Year" van The Zombies
- "Tie Your Mother Down" van Queen
- "Young Man Blues" van Mose Allison

Nummers die live gespeeld zijn (exclusief uitgebrachte nummers):
- "Ain't alkin' 'bout love" van Van Halen
- "Ain't that a shame" van Fats Domino
- "All apologies" van Nirvana
- "Another one bites the dust" van Queen
- "Badoor Hold On to Me" van Eddie Money
- "Back in Black" van AC/DC
- "Been Caught Stealing" van Jane's Addiction
- "Bitch" van The Rolling Stones
- "Blackbird" van The Beatles
- "Blitzkrieg Bop" van Ramones
- "Bodies" van Sex Pistols
- "Born on the Bayou" van CCR
- "Breakdown" van Tom Petty and the Heartbreakers
- "Breed" van Nirvana
- "Bridge of sighs" van Robin Trower
- "Bullet with Butterfly Wings" van Smashing Pumpkins
- "Carry on wayward son" van Kansas
- "Cinnamon girl" van Neil Young
- "Come together" van The Beatles
- "Communication breakdown" van Led Zeppelin
- "Detroit Rock City" van Kiss
- "Do you love me" van Kiss
- "Draw the line" van Aerosmith
- "Earache my eye" van Cheech & Chong
- "Enter sandman" van Metallica
- "Eruption" van Van Halen
- "Excesses" van Stewart Copeland
- "Fairies wear boots" van Black Sabbath
- "Finish what ya started" van Van Halen
- "Fly like an eagle" van Steve Miller Band
- "Gimme some truth" van John Lennon
- "Girl u want" van Devo
- "Had a Dad" van Jane's Addiction
- "Happy birthday to you" van Mildred J. & Patty Hill
- "Hate to say I told you so" van The Hives
- "Honey Bee" van Tom Petty
- "I can't drive 55" van Sammy Hagar
- "I'm eighteen" van Alice Cooper
- "I'm in love with my car" van Queen
- "I Was Made for Lovin' You" van Kiss
- "Immigrant Song" van Led Zeppelin
- "In bloom" van Nirvana
- "In the flesh" van Pink Floyd
- "It's so easy" van Guns N' Roses
- "Jailbreak" van Thin Lizzy
- "Kick it Out" van Heart
- "Kids in America" van Kim Wilde
- "Let It Rock" van Chuck Berry
- "Let the music do the talking" van Aerosmith
- "Let There Be Rock" van AC/DC

- "Lovin' touchin' squeezin'" van Journey
- "Lyla" van Oasis
- "Message in a bottle" van The Police
- "Miss you" van The Rolling Stones
- "Molly's lips" van The Vaselines
- "Moonage Daydream" van David Bowie
- "Mountain Song" van Jane's Addiction
- "Never gonna give you up" van Rick Astley
- "Next to You" van The Police
- "N.I.B" van Black Sabbath
- "No attention" van Soundgarden
- "Now I'm Here" van Queen
- "Panama" van Van Halen
- "Paradise city" van Guns N' Roses
- "Polk Salad Annie" van Tony Joe White
- "Pop life" van Prince
- "Purple Rain" van Prince
- "Rhiannon" van Fleetwood Mac
- "Rocky Mountain Way" van Joe Walsh
- "Run Rudolph run" van Chuck Berry
- "Scentless apprentice" van Nirvana
- "School's Out" van Alice Cooper
- "Serve the servants" van Nirvana
- "Sheer Heart Attack" van Queen
- "Show Me the Way" van Peter Frampton
- "Silly Thing" van Sex Pistols
- "Smells like teen spirit" van Nirvana
- "Song 2" van Blur
- "Stairway to Heaven" van Led Zeppelin
- "Stay (i missed you)" van Lisa Loeb
- "Stay with me" van Faces
- "Stiff Competition" van Cheap Trick
- "Sun god" van Squirrel Bait
- "Sunday morning coming down" van Kris Kristofferson
- "Surf combat" van Naked Raygun
- "Surrender" van Cheap Trick
- "Time is on my side" van Kai Winding & His Orchestra
- "Tiny dancer" van Elton John
- "Tom Sawyer" van Rush
- "Toys in the attic" van Aerosmith
- "Tuff enuff" van The Fabulous Thunderbirds
- "Two headed dog (Red Temple Prayer)" van Roky Erickson
- "Under my wheels" van Alice Cooper
- "Under pressure" van Queen en David Bowie
- "War pigs" van Black Sabbath
- "We will rock you" van Queen
- "Whole lotta love" van Led Zeppelin
- "With arms wide open" van Creed
- "You Really Got Me" van The Kinks
- "YYZ" van Rush